# Maria Postoico
Maria Postoico (n. 4 aprilie 1950, satul Horodiște, raionul Dondușeni – d. 11 septembrie 2019, Chișinău) a fost un deputat moldovean în Parlamentul Republicii Moldova, ales în Legislatura 2005-2009 pe listele Partidului Comuniștilor. A fost membru PCUS.

## Biografie
Maria Postoico s-a născut la data de 4 aprilie 1950 în satul Horodiște (raionul Dondușeni). A absolvit în anul 1978 Facultatea de Drept din cadrul Universității de Stat din Moldova.
Între anii 1970-1983 a lucrat ca inspector la Ministerul Afacerilor Interne, apoi șef secție juridică la Întreprinderea republicană "Moldhoztorg". În anul 1983 este numită arbitru de stat, ulterior membru al Colegiului Arbitrajului de Stat (1989), judecător, membru al Prezidiului Judecătoriei Economice a Republicii Moldova (1997).
Maria Postoico a fost unul dintre partizanii ideii comuniste. Membru PCRM de la înființare. La alegerile parlamentare din anul 1998, Maria Postoico a fost aleasă ca deputat în Parlamentul Republicii Moldova, pe lista Partidului Comuniștilor, fiind realeasă în anii 2001 și 2005. În calitate de deputat, a deținut funcția de vicepreședinte al Comisiei juridice, pentru numiri și imunități (1998-2000), președinte al Comisiei pentru securitatea statului și asigurarea ordinii publice (2000-2001), președinte al Comisiei juridice, pentru numiri și imunități (2001-2005).
Din data de 24 ianuarie 2000 a fost reprezentant al Republicii Moldova la Adunarea Parlamentară a Consiliului Europei. Vorbea limba franceză. A fost căsătorită și avea o fiică.
În data de 31 martie 2005 a fost aleasă în funcția de vicepreședinte al Parlamentului Republicii Moldova.
Din mai 2009 a fost aleasă în funcția de lider al fracțiunii PCRM în Parlament-ul Republicii Moldova.
La data de 28 mai 2009 a ținut un discurs în cadrul căruia afirma că ziua aceasta nu este bună pentru a alege președintele, invocând sărbătoarea Înălțarea Domnului și rugând parlamentul să transfere alegerile președintelui Republicii Moldova pentru 3 iunie 2009.
În data de 3 iunie dupa eșuarea alegerii președintelui parlametului doamna Postoica a ținut un discurs prin care a atacat partidele de opoziție, acuzându-i că din februarie cetățenii și organele executive de stat se află într-o campanie electorală, care ar afecta relațiile în stat și în mediul de afaceri prin imposibilitatea de execuție a poruncilor și a dorinței alegătorilor, cauza fiind refuzul partidelor de opoziție de a colabora.
Maria Postoico a decedat pe 11 septembrie 2019.